# Goodwill Games 1986/Handball
Bei den Goodwill Games 1986 wurden zwei Handballwettbewerbe ausgetragen.

## Frauen
Sechs Teams traten im Wettbewerb Jeder gegen Jeden an.

### Endstand
| Platz | Mannschaft     | Punkte | Tore    |
| ----- | -------------- | ------ | ------- |
| 1.    | Sowjetunion    | 10:0   | 144:087 |
| 2.    | BR Deutschland | 08:02  | 094:090 |
| 3.    | Ungarn         | 06:04  | 097:091 |
| 4.    | Dänemark       | 04:06  | 100:112 |
| 5.    | USA            | 01:09  | 089:107 |
| 6.    | Japan          | 01:09  | 089:126 |

### Ergebnisse
- Japan – Vereinigte Staaten 21:21
- Bundesrepublik Deutschland – Ungarn 19:15
- Sowjetunion – Dänemark 29:18
- Ungarn – Japan 21:16
- Dänemark – Vereinigte Staaten 23:22
- Sowjetunion – Bundesrepublik Deutschland 26:20
- Bundesrepublik Deutschland – Dänemark 17:16
- Ungarn – Vereinigte Staaten 21:12
- Sowjetunion – Japan 40:18
- Bundesrepublik Deutschland – Japan 19:15
- Ungarn – Dänemark 25:18
- Sowjetunion – Vereinigte Staaten 23:16
- Bundesrepublik Deutschland – Vereinigte Staaten 19:18
- Dänemark – Japan 25:19
- Sowjetunion – Ungarn 26:15

### Aufstellungen
- Sowjetunion: Natalja Anissimowa, Natalja Zygankowa, Elina Gussewa, Natalja Kirtschik, Irina Malko, Tamila Oleksjuk, Tatjana Schalimowa, Walentina Subku, Marina Basanowa, Tetjana Horb, Laryssa  Karlowa, Jelena Kusnezowa, Swetlana Mankowa, Olha Semenowa, Sinajida Turtschyna
- Bundesrepublik Deutschland: Meike Birkmose, Sabine Fricke, Sabine Hintz, Sabrina Koschella, Barbara Pfister, Sigrid Schiess, Dagmar Stelberg, Sabine Wagner, Silvia Schmitt, Sabine Erbs, Petra Helfers, Petra Platen, Manuela Schmidt, Michaela Traub, Dagmar Zöllner
- Ungarn: Maria Acsbog, Erika Csapó, Aniko Geczi, Katalin Gombai, Zsuzsa Nyári, Marianne Racz, Katalin Szilágyi, Ildiko Tóth, Ildikó Barna, Csilla Elekes, Marianna Gódor, Éva Kovács, Csilla Orban, Erzsébet Suluuk, Anna Topa, Rúzsa Tóth
- Dänemark: Susan Andersen, Heidi Bruun, Ea Lahn Jensen, Gun-Maj Kirkeløkke, Tine Mortensen, Anette Rytter, Bente Thomsen, Charlotte Birkmose, Lone Christensen, Lise Jensen, Astrid Larsen, Helle Petersen, Yvette Sørensen, Vibeke Andersen
- Vereinigte Staaten: Lisa Christoph, Laura Coenen, Sandra De La Riva, Meg Gallaher, Leora Jones, Maureen Latterner, Karyn Palgut, Kim Clarke, Tess Contos, Carmen Forest, Amy Gamble, Portia Lack, Bev Miller, Sherry Winn
- Japan: Yumi Ikegami, Hideko Iwamura, Mitsuko Koguchi, Ikuko Kondo, Shigeko Maeda, Chiemi Nojima, Yoshie Tokizame, Kayo Yamauchi, Hiromi Isoyama, Yumiko Izawa, Hiroko Koike, Toyoko Kuzuu, Yukiko Muto, Michi Terasawa, Kazuko Yamagishi

## Männer
Sechs Teams traten im Wettbewerb Jeder gegen Jeden an. Neben der Mannschaft der Sowjetunion trat ein weiteres Team aus der Sowjetunion an, es spielte für die Russische Sozialistische Föderative Sowjetrepublik (RSFSR). Das Team belegte den zweiten Platz, allerdings wurde es nicht in die offizielle Wertung mit aufgenommen. In der folgenden Aufstellung ist es kursiv dargestellt.

### Offizieller Endstand
| Platz | Mannschaft       | Punkte | Tore  |
| ----- | ---------------- | ------ | ----- |
| 1.    | Sowjetunion      | 8:0    | 97:71 |
| 2.    | USA              | 4:4    | 84:84 |
| 3.    | Tschechoslowakei | 4:4    | 81:75 |
| 4.    | Island           | 2:6    | 77:93 |
| 5.    | Polen            | 2:6    | 75:91 |

### Inoffizieller Endstand (mit RSFSR)
| Platz | Mannschaft       | Punkte | Tore    |
| ----- | ---------------- | ------ | ------- |
| 1.    | Sowjetunion      | 10:0   | 129:097 |
| 2.    | Russische SFSR   | 08:02  | 118:115 |
| 3.    | USA              | 04:06  | 106:111 |
| 4.    | Tschechoslowakei | 04:06  | 102:098 |
| 5.    | Polen            | 03:07  | 080:088 |
| 6.    | Island           | 02:08  | 097:115 |

### Ergebnisse
Die Ergebnisse des Teams der RSFSR sind kursiv dargestellt.
- Vereinigte Staaten – Tschechoslowakei 23:21
- RSFSR – Polen 20:20
- Sowjetunion – Island 30:17
- Tschechoslowakei – Polen 23:15
- Vereinigte Staaten – Island 22:19
- Sowjetunion – RSFSR 32:26
- Island – Polen 22:21
- Sowjetunion – Vereinigte Staaten 23:19
- RSFSR – Tschechoslowakei 23:21
- RSFSR – Island 22:20
- Polen – Vereinigte Staaten 21:20
- Sowjetunion – Tschechoslowakei 18:17
- Tschechoslowakei – Island 20:19
- RSFSR – Vereinigte Staaten 27:22
- Sowjetunion – Polen 26:18

### Aufstellungen
- Sowjetunion: Waleri Gopin, Aljaksandr Malinouski, Sergei Rybakow, Andrei Xepkin, Konstantin Scharowarow, Igor Tschumak, Alexander Arkadjewitsch Tutschkin, Michail Wassiljew, Juri Kidjajew, Valdemaras Novickis, Alexander Rymanow, Juri Schewzow, Oleksandr Schypenko, Georgi Sviridenko, Raimondas Valuckas
- Vereinigte Staaten: James Buehning, Bob Djokovich, Craig Fitschen, Boyd Janny, Joseph McVein, Greg Morava, Jan Erik Paris, Joe Story, Scott Carlsen, Scott Driggers, Steven Goss, Bill Kessler, Rodney Mitchell, Rod Oshita, Thomas Schneeberger
- Tschechoslowakei: Miroslav Bajgar, Petr Baumruk, Milan Folta, Martin Lipták, Ján Sedláček, Libor Sovadina, Ľubomír Švajlen, Jan Basny, Milan Brestovanský, Jiří Kotrč, Peter Mesiarik, Milan Skvaril, František Štika, Csaba Szücs
- Island: Þorbergur Aðalsteinsson, Héðinn Gilsson, Sigurjón Guðmundsson, Guðmundur Hrafnkelsson, Jakob Sigurðsson, Hilmar Sigurgislasson, Sigurður Sveinsson, Arni Fridleifsson, Valdimar Grímsson, Gunnar Gunnarsson, Júlíus Jónasson, Geir Sveinsson, Brynjar Kvaran, Ottar Massen
- Polen: Ryszard Antczak, Wiesław Goliat, Andrzej Maluszkiewicz, Tomasz Marszałek, Marek Przybylski, Robert Skalski, Krzysztof Szargiej, Lesław Dziuba, Marek Kordowiecki, Krzysztof Latos, Zbigniew Plechoć, Leszek Sadowy, Piotr Swigon